# 第26回全日本吹奏楽コンクール課題曲
第26回全日本吹奏楽コンクール課題曲は、社団法人 全日本吹奏楽連盟・朝日新聞社主催「全日本吹奏楽コンクール」の第26回（1978年）大会課題曲のことである。この記事では、この年の課題曲全般について、および個々の楽曲の詳細情報について記す。

## 全般的な傾向・背景など
この年が吹奏楽連盟創立40周年だった背景もあり、4曲全てが連盟委嘱作品、作曲者はいずれも当時吹奏楽作曲者として名前が知られていた人であった。特に[A][B]は国外の作曲者に委嘱したものである。

## (A)ジュビラーテ
作曲者のロバート・ジェイガーは、「シンフォニア・ノビリッシマ」などの作品で、当時吹奏楽作曲者として知られていた。
この作品の題名は「喜び」という意味である。
急・緩・急の3部形式から成るが、「急」の部分は4拍子・3拍子・2拍子が頻繁に入れ替わる複雑な小節割りを持つ。冒頭のシンコペーションの主題の提示部は、ホルストの「惑星」中「木星」の冒頭部分に似ていること、中間部では日本人好みの雰囲気を意図して作曲したことをジェイがー自身が語っている。

## (B)カント
作曲者のW.F.マクベスは、「マスク」「カディッシュ」などの作品で、当時吹奏楽作曲者として知られていた。
この作品の題名は「歌」という意味である。
作曲者は、小中学生のバンドでも容易に吹奏できるように、やさしい形式で作曲した。主題としては「さくらさくら」を用いている。また手拍子も加わる。
ただし、この年の全国大会ではどの団体も演奏していない。これは吹奏楽コンクールの歴史上極めて稀な例である。

## (C)ポップス変奏曲「かぞえうた」
作曲者岩井直溥はそれまでにも「明日に向かって」「未来への展開」「メインストリートで」など、ポップス調の課題曲を作曲していた。この曲も、それらの流れを汲む。
題名の通り「かぞえうた」を主題にした変奏曲であり、ボサノヴァやロックのリズムが用いられる。ボサノヴァの部分ではフリューゲルホルンによるソロがある上、そこには「Fake」の指示もある（楽譜の音は変えずに自分なりのフィーリング＜リズムを崩す等＞を加えても良い、との意味）。また全体を通し、テンポ標記の代わりに「ゆったりした表情で」「美しく」「ボサノバのビートに乗って」「明るいロックビートで」等、日本語による表情説明が記されている。
編成にはドラムセット・エレキベースも加わる。

## (D)行進曲「砂丘の曙」
作曲者上岡洋一は、行進曲「秋空に」の作曲者として知られていた。
この作品は、当時岡山に住んでいた作曲者が、早朝の鳥取砂丘を見た感銘を元にして作られた。また連盟の指定を踏まえ、パート譜がやさしくなるように考慮して作曲したとのことである。

## 作品の評価、コンクールでの演奏
この年のコンクール、特に大編成部門では、[A]を演奏する団体が非常に多く、一方[B]を演奏する団体は非常に少なかった。全国大会でも[B]を演奏する団体はなかった。

## 参考資料
- バンドジャーナル1978年6月号